# Bernard Kangro

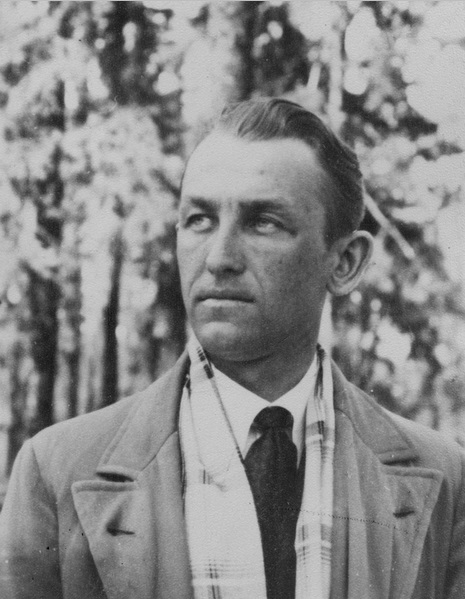
Bernard Kangro (1937)

Bernard Kangro (ur. 18 września 1910 w miejscowości Vana-Antsla, zm. 25 marca 1994 w Lund) – estoński pisarz.

## Życiorys
Urodził się w wiejskiej rodzinie interesującej się literaturą. Studiował na Uniwersytecie w Tartu, gdzie zaczął pisać wiersze, w 1935 wydał zbiór sonetów Sonetid. Tworzył poezję krajobrazową o charakterze filozoficznym. W 1944 po zajęciu Estonii przez ZSRR udał się wraz z żoną przez Finlandię do Szwecji jako uchodźca polityczny. W 1945 wydał zbiór poezji Põlenud puu (Spalone drzewo), a w 1970 Minu nägu (Moja twarz). W latach 1950–1993 był redaktorem naczelnym pisma Tulimuld. Pisał też prozę utrzymywaną w konwencji liryczno-romantycznej z elementami surrealistycznymi – m.in. powieść Βö astmes x (Noc do potęgi x) w 1973; w niektórych powieściach poruszał też temat kolaborantów i zdrajców (m.in. w książce Joonatan, kadunud veli z 1971). W 1980 opublikował powieść Kuus päeva (Sześć dni), a w 1984 Seitsmes päev (Siódmy dzień). Jest też autorem cyklu powieści o Tartu, sztuki teatralnej, rozprawy o estońskiej literaturze na emigracji i historii sonetu estońskiego.